# Prusíkův uzel

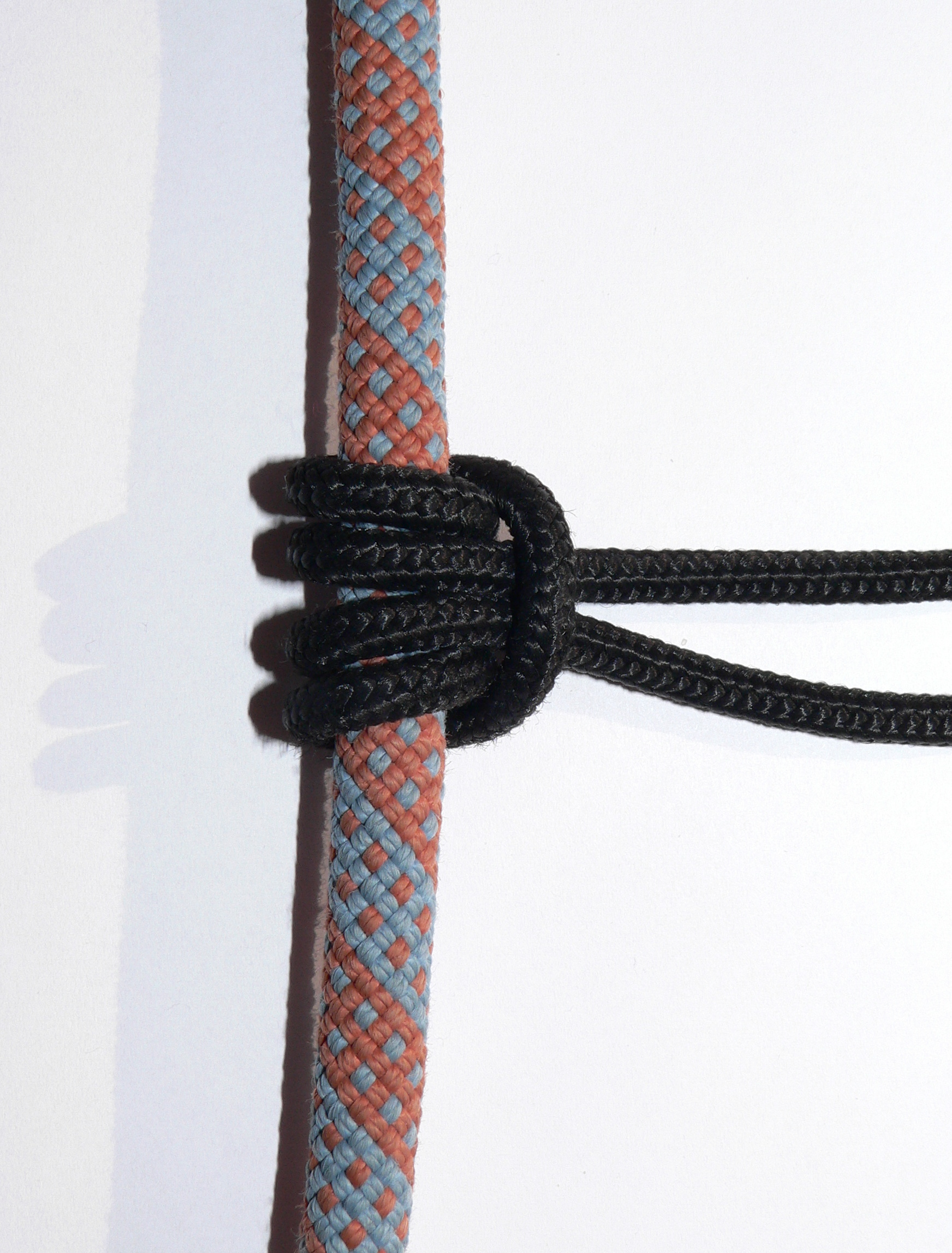
Prusíkův uzel na horolezeckém laně

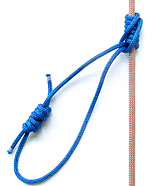
Machardův prusík

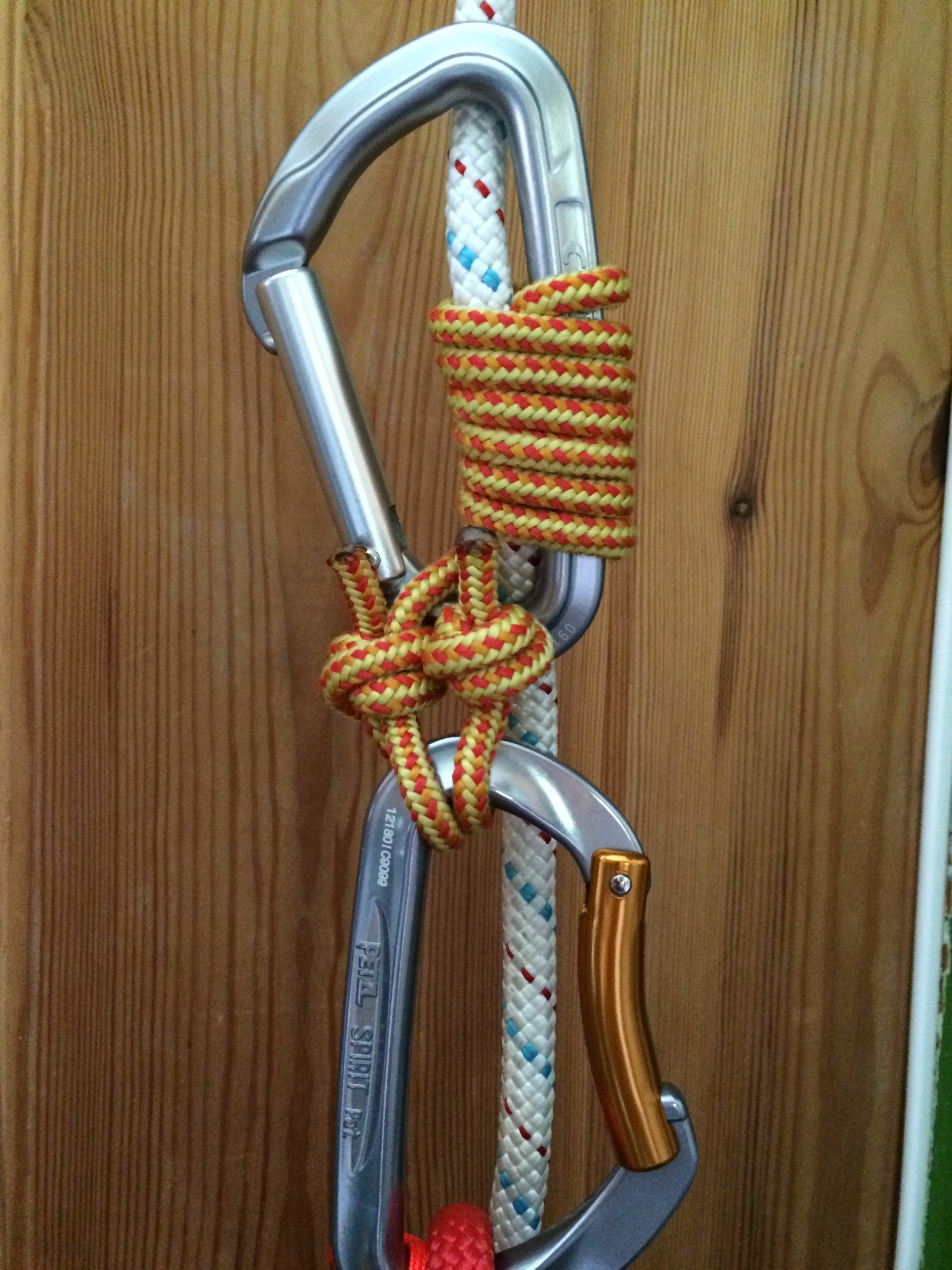
Bachmannův prusík
(s nebezpečně krátkými volnými konci)

Prusíkův uzel, nebo zkráceně prusík, je označení pro speciální uzel, který je při uvolnění posuvný a při zatížení se utáhne (zadrhne). Skládá se z dvakrát či vícekrát provlečené liščí smyčky z tenčí šňůry nebo popruhu navinutého kolem silnějšího lana. Je důležitý v horolezectví, kde slouží jako jednoduchý prostředek pro výstup nebo upevnění na laně; mechanickou obdobou Prusíkova uzlu je blokant. Využívá se i v jiných oblastech, například turistice, k vypnutí provazu nebo lana.
Uzel je pojmenován po rakouském profesorovi českého původu Karlu Prusíkovi, který jej údajně vymyslel na jedné ze svých túr, jako první aplikoval v horolezectví a následně toto užití uzlu propagoval.
Pro snazší posunování prusíku po laně je možné jím provléknout karabinu, respektive uvázat prusík okolo lana i karabiny. Pak se nazývá Bachmannův nebo též excentrický karabinový prusík.
Obecně je jako prusíky označována celá skupina uzlů založených na stejném principu - tenké lano omotané několikrát kolem silnějšího. Další používanou variantou je asymetrický nebo Machardův prusík, který se váže tak, že se přehnutá tenká šňůra několikrát omotá kolem silného lana a pak se konce šňůry provléknou ohybem. Drží jen v jednom směru, zato však lépe.